# Planalto oceânico
Um planalto oceânico (ou planalto submarino) é uma grande região submarina, relativamente plana que se eleva bastante sobre o nível do fundo marinho adjacente. Embora muitos planaltos oceânicos estejam compostos por crosta continental, formando frequentemente um degrau que interrompe o talude continental, alguns deles são fragmentos remanescentes de grandes províncias ígneas, formados pelo equivalente continental dos basaltos de derrames como os trapps de Deccan na Índia e a Planície do Rio Snake no Noroeste Pacífico dos Estados Unidos.
Os geólogos crêem que os planaltos oceânicos ígneos podem muito bem representar uma etapa no desenvolvimento da crosta continental, pois são, geralmente, menos densos que a crosta oceânica apesar de ainda serem mais densos que a crosta continental normal.
As diferenças de densidades no material crustal têm origem, sobretudo, nas diferentes proporções de vários elementos, em especial do silício. A crosta continental tem a maior quantidade de silício (tal rocha diz-se félsica). A crosta oceânica tem quantidade menor de silício (rocha máfica). Os planaltos oceânicos ígneos têm uma proporção intermédia entre as das crostas continental e oceânica, embora sejam mais máficos que félsicos.
Contudo, quando uma placa transportando crosta oceânica é subduzida sob uma placa transportando um planalto oceânico ígneo, o vulcanismo que surge no planalto, à medida que a crosta oceânica aquece durante a sua descida ao manto, é constituído por erupções de material mais félsico que o material que compõe o planalto. Isto representa um passo na direção da criação de crosta com carácter crescentemente continental, sendo menos densa e mais flutuante. Se um planalto oceânico ígneo é subduzido sob um outro, ou sob crosta continental preexistente, as erupções resultantes produzem material que é ainda mais félsico, e assim por diante ao longo do tempo geológico.